# Li Shilong

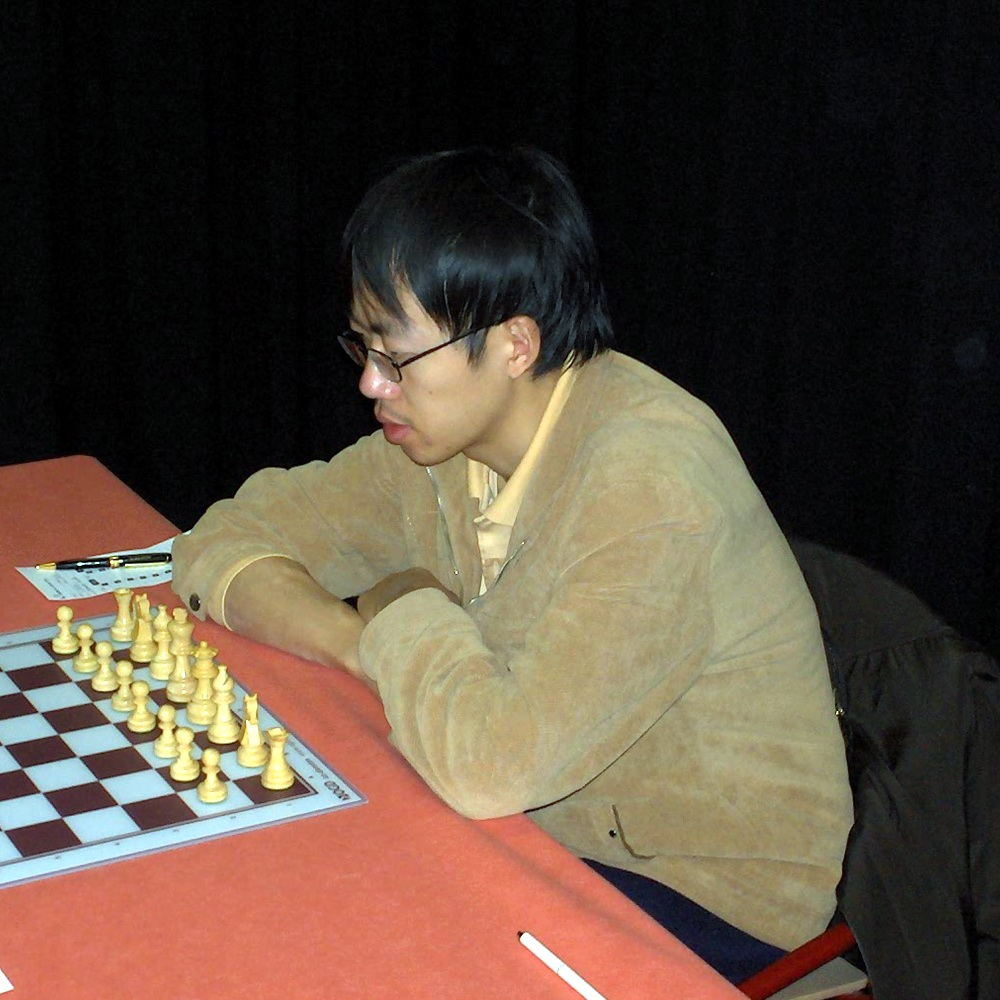
Li Shilong

Li Shilong (Chinees: 李师龙) (Guangzhou, 10 augustus 1977) is een Chinese schaker met een FIDE-rating van 2540 in 2006 en 2514 in 2016. Hij is sinds 2002 een grootmeester. Hij is tevens FIDE trainer. 
In oktober 2005 bij de 5e Aziatische kampioenschappen schaken in Haiderabad, eindigde hij als tweede; de winnaar was  Zhang Zhong met 7½ pt. uit 9. Daarnaast nam hij onder andere deel aan de volgende toernooien: Schaakfestival van Groningen, Corus schaaktoernooi, Aeroflot Open, Noteboom Memorial, Cappelle-la-Grande Open en het kampioenschap van China.
In september 2008 won Li de 4e Prospero Pichay Cup in een veld van 18 grootmeesters, op de Duty Free Fiesta Mall in Parañaque (Filipijnen). Hij behaalde 7,5 pt. uit 9, een punt meer dan nummer 2.
In 2011 won hij met 7½ uit 9 het 8e IGB Dato' Arthur Tan Maleisië Open in Kuala Lumpur.